# Anathallis dryadum
Anathallis dryadum là một loài thực vật có hoa trong họ Lan. Loài này được (Schltr.) F.Barros mô tả khoa học đầu tiên năm 2004.